# جون برادفورد (لاعب كرة قدم)
جون برادفورد (بالإنجليزية: John Bradford)‏ هو مدرب كرة قدم ولاعب كرة قدم بريطاني في مركز الهجوم، ولد في 15 ديسمبر 1979 في Irvine, North Ayrshire ‏ في المملكة المتحدة. لعب مع نادي سترنرير ‏.